# Smoye Noisy
Smoye Noisy est un écrivain, communicateur, journaliste, entrepreneur, libre-penseur, scénariste et acteur haïtien, né le 25 février 1962, au Cap-Haïtien,.

## Biographie

### Enfance et études
Smoye Noisy est né au Cap-Haïtien le 25 février 1962. Il a vécu  toute son adolescence  à Ouanaminthe près de la frontière haitiano-dominicaine. Il a fait ses études primaires chez les Frères de l’instruction chrétienne. Il a passé son enfance aux côtés de sa grand-mère,. Après les classes primaires à Ouanaminthe, il rentre à port au prince pour rejoindre ses parents et continuer ses études classiques au Petit Séminaire collège Saint Martial. Passionné de media et de communication il ne trouvera sa voie dans aucune autre des professions qu’il tentera d’embrasser. Il fera ses premières armes au théâtre avec Fréderic Surpris dans une pièce qui le conduira dans les Antilles françaises, mais sa vraie passion reste et demeure la radio.

### Ses débuts à la radio
Smoye Noisy a fait ses débuts à la radio avec d’autres copains tout aussi passionnés que lui. Ils louent une heure d’antenne de leurs poches pour être sur les ondes de radio Port au Prince, puis on le retrouve dans la jeune équipe de radio Antilles internationales, ses talents d’animateur, de présentateur de  reporter, de publiciste furent vite remarqués on lui fait une offre à radio Métropole qu’il intègre par la grande porte pour devenir l’une des voix les plus écoutées des ondes.

### Carrière cinématographique
Le cinéma frappe aussi à la porte de Smoye Noisy, il en a été introduit par L’acteur, réalisateur Jean Gardy Bien-aimé. Il a fait sa première apparition dans le film " Le Cap à la une" sorti en 1997, puis en tant qu’acteur principal dans le film millionnaire par erreur sorti en 2002. Pour lui le cinéma, est le meilleur instrument de communication pour toucher toutes les communautés haïtiennes si dispersées.

## Filmographie[5]

### En tant qu'acteur
- Le Cap à la une 1997
- Millionnaire par erreur 2002
- VIP: Intrigue/ Vanités/ Passions 2004
- Le miracle de la foi 2005
- Journée d'couleur 2006
- Jusqu'au dernier soupir 2018

### En tant que scénariste
- Millionnaire par erreur 2002

## Œuvres
Smoye Noisy a publié son premier livre: du Virtuel au Réel (VAR) publié à compte d'auteur en 2021.
- VAR (2021)